# František Kusák
František Kusák (1. listopadu 1891 Ostrožská Nová Ves – 27. dubna 1974 Brno) byl český vojenský lékař a protinacistický odbojář.

## Život

### Před první světovou válkou
František Kusák se narodil 1. listopadu 1891 v Ostrožské Nové Vsi na Uherskohradišťsku v rodině Martina Kusáka a Anežky, rozené Miklíčkové. V roce 1913 odmaturoval na gymnáziu v Uherském Hradišti a nastoupil ke studiu na Lékařské fakultě Univerzity Karlovy v Praze.

### První světová válka
František Kusák musel studia na Lékařské fakultě Univerzity Karlovy přerušit z důvodu vypuknutí první světové války a jeho odeslání na frontu. Během války bojoval na ruské frontě v Haliči a na frontě italské.

### Mezi světovými válkami
Po skončení první světové války se František Kusák přihlásil ke službě v nově vzniklé Československé armádě, kde působil jako důstojník zdravotní služby. V roce 1921 dokončil své vysokoškolské vzdělání na lékařské fakultě univerzity v Bratislavě. V témže roce působil v Košicích, od roku 1924 pak v Brně. Dosáhl hodnosti podplukovníka.

### Druhá světová válka
Po německé okupaci získal v dubnu 1939 Františka Kusáka ke spolupráci v odbojové skupině Obrana národa Václav Lysák. Měl za úkol řízení její zdravotní služby oblastního velitelství Morava-západ. Za svou činnost byl 19. března 1940 zatčen gestapem, následně vězněn a vyslýchán v brněnských Sušilových kolejích. V červnu téhož roku byl převezen do Breslau a poté do Diezu. V lednu 1942 byl dále převezen do berlínské věznice Alt-Moabit, dne 13. února téhož roku pak lidovým soudem odsouzen za přípravu velezrady k šesti letům vězení. Trest si od března 1942 odpykával ve věznici v Hamelnu. Dne 4. dubna 1945 byl odtud evakuován do koncentračního tábora Hecht u Echershausenu, kde byl o tři dny později osvobozen americkou armádou. František Kusák zde zůstal působit i nadále jako velitel zdravotnictva až do června 1945.

### Po druhé světové válce
Po skončení druhé světové války zůstal František Kusák i nadále v armádní službě a působil u 6. pěší divize v Brně. V roce 1946 byl povýšen do hodnosti plukovníka. V roce 1951 z armády odešel a věnoval se civilní lékařské praxi. Zemřel 27. dubna 1974 v Brně. Pohřben je na brněnském Ústředním hřbitově.

## Rodina
František Kusák se v roce 1921 oženil s Amalií Stenclovou-Majtnerovou. Manželům se v roce 1922 narodila dcera Helena, budoucí absolventka dějin umění na Filozofické fakultě Masarykovy univerzity a zaměstnankyně Moravské galerie v Brně, která se vdala za herce moravských divadel JUDr. Miroslava Knoze. V roce 1926 se jim narodil syn Ivan, budoucí přednosta Anesteziologicko-resuscitačního oddělení ve Výzkumném ústavu traumatologickém v Brně. Švagrem Františka Kusáka byl Jaroslav Bohumil Svrček, pedagog, zakládající člen a předseda brněnského Devětsilu.

## Ocenění

### Vyznamenání
- 1946 Československý válečný kříž 1939

### Posmrtná ocenění
- Po Františku Kusákovi byla v roce 1995 pojmenována jedna z ulic brněnských Maloměřicích[6]